# Othon II de Moravie
Othon ou Otto II « le Noir » de Moravie (en tchèque : Ota II. Olomoucký), né vers 1085 et mort le 18 février 1126, est duc d'Olomouc de 1107 à 1110 et de 1113 à 1126, et duc de Brno de 1123 à 1126.

## Origine
Othon ou Otto II est le fils cadet d'Othon Ier de Moravie et de son épouse Euphémia de Hongrie. Il est également le petit-fils de Bretislav Ier de Bohême. Il règne sur les duchés de Brno et d'Olomouc en Moravie. 

## Règne
Après la mort de son père, sa mère régente du duché d'Olomouc de 1086 à 1090 est expulsée en faveur de Boleslav un des fils du roi Vratislav II de Bohême et Othon II ne recouvre son patrimoine qu'en 1107 lorsque son frère aîné Svatopluk s'empare du trône de Bohême. Après le meurtre de Svatopulk en 1109 il tente en vain de lui succéder en Bohême, mais il est vaincu et dépossédé d'Olomouc par Vladislav Ier de Bohême. Il ne reprend définitivement Olomouc qu'en 1113. En 1123 il adjoint Brno à son domaine.
En 1125, Sobeslav Ier de Bohême le spolie de nouveau des duchés d'Olomouc et de Brno. Othon II réclame l'aide de l'empereur Lothaire de Supplinbourg pour prendre le pouvoir en Bohême car l'empereur qui se considérait comme le suzerain de la Bohême, estimait que nul ne pouvait monter sur le trône avant d'avoir reçu le pays en fief de ses mains. Lothaire et ses alliés sont vaincus à Kuln près de la forteresse frontalière de Chulmec le 18 février 1126 et Othon II périt pendant le combat.

## Union et postérité
Vers 1113 il épouse Sophie (morte le 31 mai 1126), fille du comte Henri de Berg dont trois enfants :
- Euphémia vers 1115 ;
- Othon III de Moravie né en 1122, duc d'Olomouc de 1140 à sa mort en 1160 ;
- Svatopluk.

## Sources
- Jörg K.Hoensch Histoire de la Bohême Éditions Payot Paris (1995)  (ISBN 2228889229).
- Pavel Bělina, Petr Čornej et Jiří Pokorný Histoire des Pays tchèques Points Histoire U 191 Éditions du Seuil Paris (1995)  (ISBN 2020208105).
- (de) Europäische Stammtafeln Vittorio Klostermann, Gmbh, Francfort-sur-le-Main, 2004  (ISBN 3465032926), Die Herzoge von Böhmem I und die Fürsten von Mähren (Die Przemysliden) Volume III Tafel 54.